# Главни низ
Главни низ представља низ звезда који прелази као дијагонала (од левог горњег дела ка десном доњем делу) преко Херцшпрунг—Раселовог дијаграма. На главном низу се налазе звезде које су у централној фази своје еволуције, односно фаза у којој се одиграва фузија водоника у хелијум у језгру звезде. На главном низу се налази велика већина до сада уочених звезда, као и Сунце.
Најпре из облака међузвезданог гаса настане гравитационим сажимањем протозвезда, а када се протозвезда довољно сажме и у њеном језгру се почну одвијати термонуклеарне реакције, звезда започиње свој живот и пење се на главни низ. Када потроши своје нуклеарно гориво (водоник) звезда силази са главног низа и зависно од своје масе постаје бели патуљак, пулсар или црна рупа и заузима своје ново место на Херцшпрунг—Раселовом дијаграму.

## Историја
Почетком 20. века информације о врстама и удаљеностима звезда постале су лакше доступне. Показало се да спектри звезда имају карактеристична својства, што је омогућило њихову категоризацију. Ани Џамп Канон и Едвард K. Пикеринг са опсерваторије Харвард колеџа развили су метод категоризације који је постао познат као Харвардска класификациона шема, објављен у Harvard Annals 1901. године.
У Потсдаму 1906, дански астроном Ејнар Херцспрунг је приметио да се најцрвеније звезде — класификоване као К и М у Харвардској шеми — могу поделити у две различите групе. Ове звезде су или много светлије од Сунца, или много слабије. Да би разликовао ове групе, назвао их је „џиновским” и „патуљастим” звездама. Следеће године је почео да проучава звездана јата; велике групе звезда које се налазе на приближно истој удаљености. Он је објавио прве дијаграме боја у односу на сјај ових звезда. Ови заплети су показивали истакнут и непрекидан низ звезда, који је назвао Главни низ.
На Универзитету Принстон, Хенри Норис Расел је пратио сличан ток истраживања. Он је проучавао однос између спектралне класификације звезда и њиховог стварног сјаја исправљеног за растојање – њихову апсолутну магнитуду. У ту сврху користио је скуп звезда које су имале поуздане паралаксе и од којих су многе биле категорисане на Харварду. Када је представио на дијаграму спектралне типове ових звезда у односу на њихову апсолутну магнитуду, открио је да звезде патуљци прате јасан однос. Ово је омогућило да се прави сјај патуљасте звезде предвиди са разумном тачношћу.
Од црвених звезда које је посматрао Херцспрунг, патуљасте звезде су такође пратиле однос спектра и луминозности који је открио Расел. Међутим, џиновске звезде су много сјајније од патуљака и стога не прате исти однос. Расел је предложио да „звезде гиганти морају имати ниску густину или велику површинску светлост, а обрнуто важи за патуљасте звезде“. Иста крива је такође показала да је било врло мало бледих белих звезда.
Бенгт Стремгрен је 1933. године увео термин Херцшпрунг—Раселов дијаграм за означавање дијаграма класа спектралне светлости. Ово име је одражавало паралелни развој ове технике од стране Херцшпрунга и Расела раније у веку.
Како су еволуциони модели звезда развијени током 1930-их, показало се да за звезде уједначеног хемијског састава постоји веза између масе звезде и њеног сјаја и радијуса. То јест, за дату масу и састав постоји јединствено решење за одређивање полупречника и сјаја звезде. Ово је постало познато као Вогт-Раселова теорема; названа по Хајнриху Вогту и Хенрију Норису Раселу. Према овој теореми, када су познати хемијски састав звезде и њен положај на главном низу, познати су и маса и полупречник звезде. (Међутим, накнадно је откривено да теорема донекле не важи за звезде неуједначеног састава.)
Рафинирану шему за класификацију звезда објавили су 1943. Вилијам Вилсон Морган и Филип Чајлдс Кинан. МК класификација је свакој звезди доделила спектрални тип — на основу Харвардске класификације — и класу сјаја. Харвардска класификација је развијена тако што је свакој звезди додељено различито слово на основу јачине спектралне линије водоника, пре него што је био познат однос између спектра и температуре. Када су поређане по температури и када су дупликати класа уклоњени, следили су спектрални типови звезда, по опадајућој температури са бојама у распону од плаве до црвене, низ О, Б, А, Ф, Г, К и М. (Популарни мнемоник за памћење ове секвенце звезданих класа је енгл. Oh Be A Fine Girl/Guy, Kiss Me - „Ох, буди добра девојка/момак, пољуби ме“.) Класа осветљености се кретала од I до V, редоследом опадања осветљености. Звезде класе сјаја V припадале су главном низу.
У априлу 2018. године, астрономи су пријавили откривање најудаљеније „обичне“ (тј. главне секвенце) звезде, назване Икар (формално, МАЦС Ј1149 објективска звезда 1), на удљености од 9 милијарди светлосних година од Земље.

## Формирање и еволуција
Када се протозвезда формира од колапса гигантског молекуларног облака гаса и прашине у локалном међузвезданом медијуму, почетни састав је хомоген у целости, састоји се од око 70% водоника, 28% хелијума и количина других елемената у траговима по маси. Почетна маса звезде зависи од локалних услова унутар облака. (Дистрибуција масе новоформираних звезда је емпиријски описана почетном функцијом масе.) Током почетног колапса, ова звезда пре главне секвенце генерише енергију гравитационом контракцијом. Када постану довољно густе, звезде почињу да претварају водоник у хелијум и дају енергију кроз егзотермни процес нуклеарне фузије.
Када нуклеарна фузија водоника постане доминантан процес производње енергије и вишак енергије добијен гравитационим сажимањем је изгубљен, звезда лежи дуж криве на Херцпрунг-Раселовом дијаграму (или ХР дијаграму) који се зове стандардни главни низ. Астрономи понекад ову фазу називају „главном секвенцом нулте старости” или ZAMS.